# 宮脇敦史

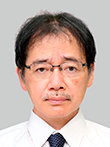
日本学士院賞受賞に際して日本学士院より公表された肖像写真

宮脇 敦史（みやわき あつし、1961年12月28日 - ）は日本の神経科学者。主な業績はバイオイメージングの医学応用的開発研究による生命現象の解明。岐阜県岐阜市出身。

## 経歴
- 1980年：岐阜県立岐阜高等学校卒業
- 1987年 - 慶應義塾大学医学部卒業[2]
- 1991年 - 大阪大学大学院医学研究科博士課程修了[2]
- 1993年 -  東京大学医科学研究所 助手
- 1995年 - カリフォルニア大学サンディエゴ校 博士研究員
- 2006年〜2011年 - ERATO「宮脇生命時空間情報」総括責任者[3]
- 2007年 - 早稲田大学理工学術院 客員教授
- 2008年 - 理化学研究所脳科学総合研究センター副センター長[3]
- 2009年 - 慶應義塾大学医学部 客員教授
- 2012年 - 横浜市立大学大学院生命ナノシステム科学研究科 客員教授

## 受賞歴
- 2004年 ‐ 山崎貞一賞
- 2006年 ‐ 日本学術振興会賞
- 2011年 ‐ 井上学術賞
- 2013年 ‐ 藤原賞
- 2015年 ‐ 島津賞、アルデン・スペンサー賞
- 2017年 ‐ 上原賞
- 2020年 ‐ 慶應医学賞、武田医学賞
- 2021年 ‐ 日本学士院賞

## 栄典
- 2017年 ‐ 紫綬褒章[4]

## 編著
- 『GFPとバイオイメージング――蛍光タンパク質の発現と検出の基本から生体機能の可視化まで』羊土社、2000年、ISBN 4897069343
- 『蛍光イメージング革命 生命の可視化技術を知る・操る・創る』学研メディカル秀潤社、2010年、ISBN 4780908353
- 理研・脳科学総合研究センター編『つながる脳科学－「心のしくみ」に迫る脳研究の最前線－』講談社ブルーバックス、2016年 ISBN 9784062579940